# Augustobriga (Tagus)

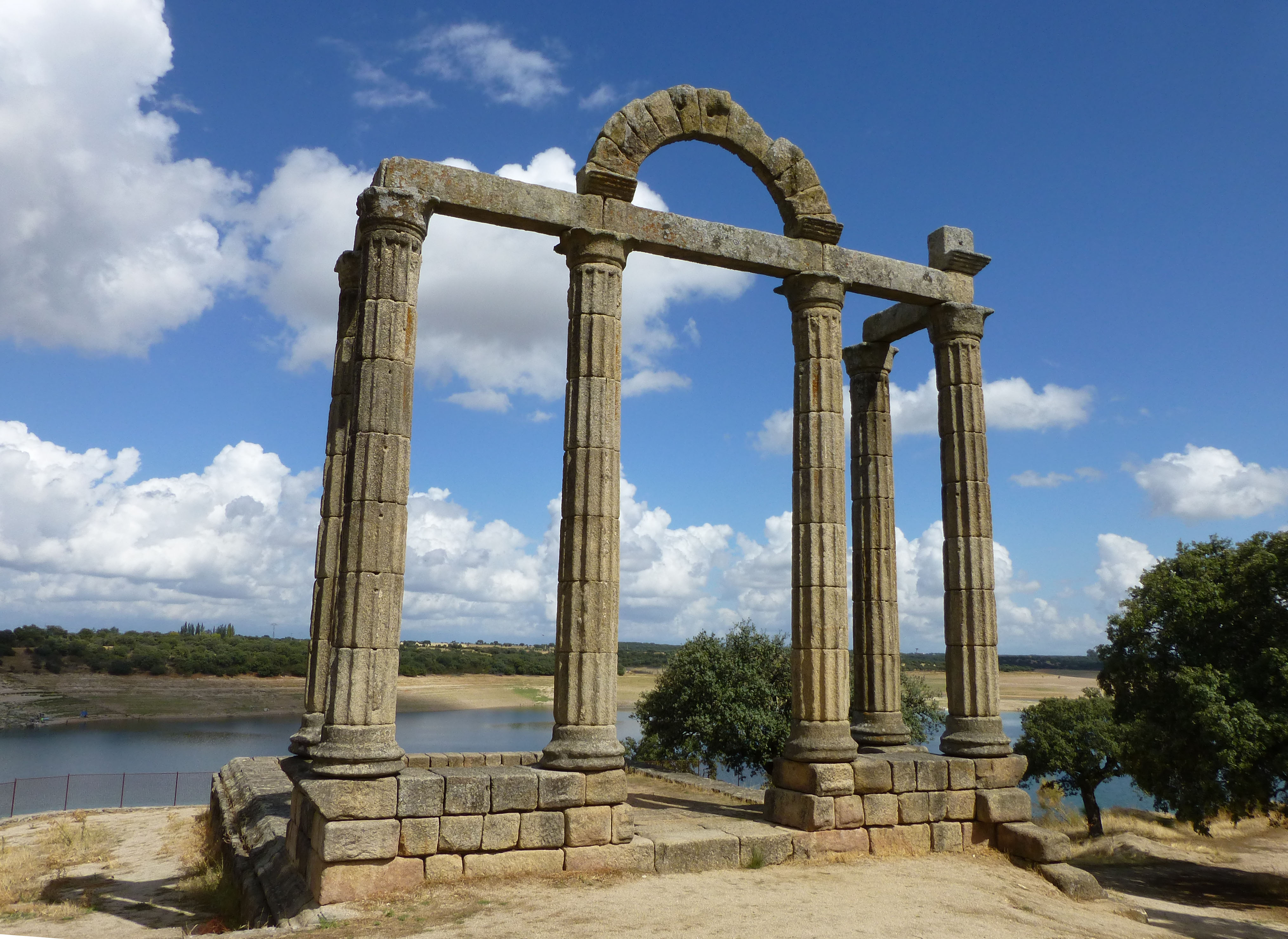
Augustobriga – Portikus

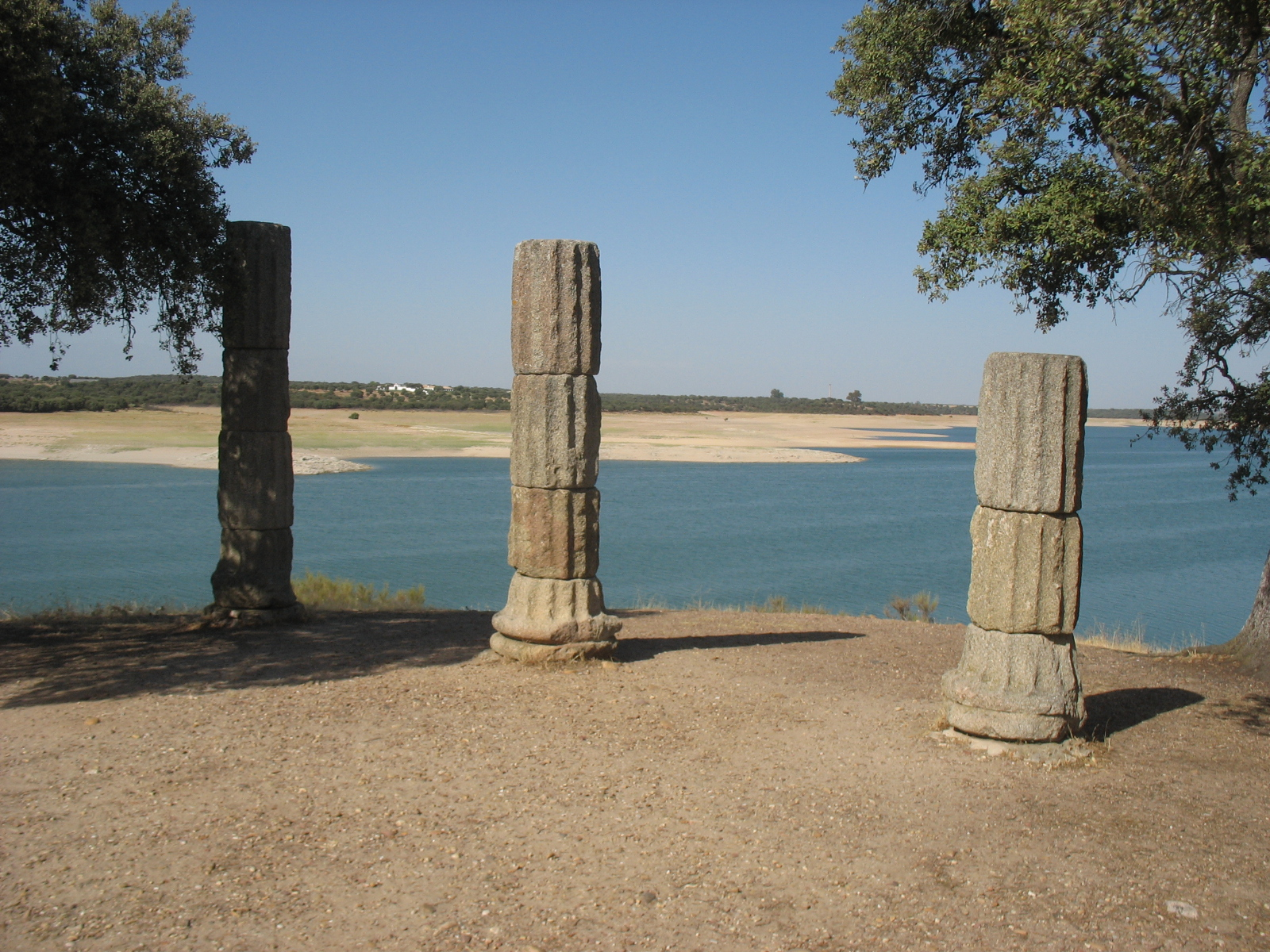
Augustobriga – Säulenstümpfe

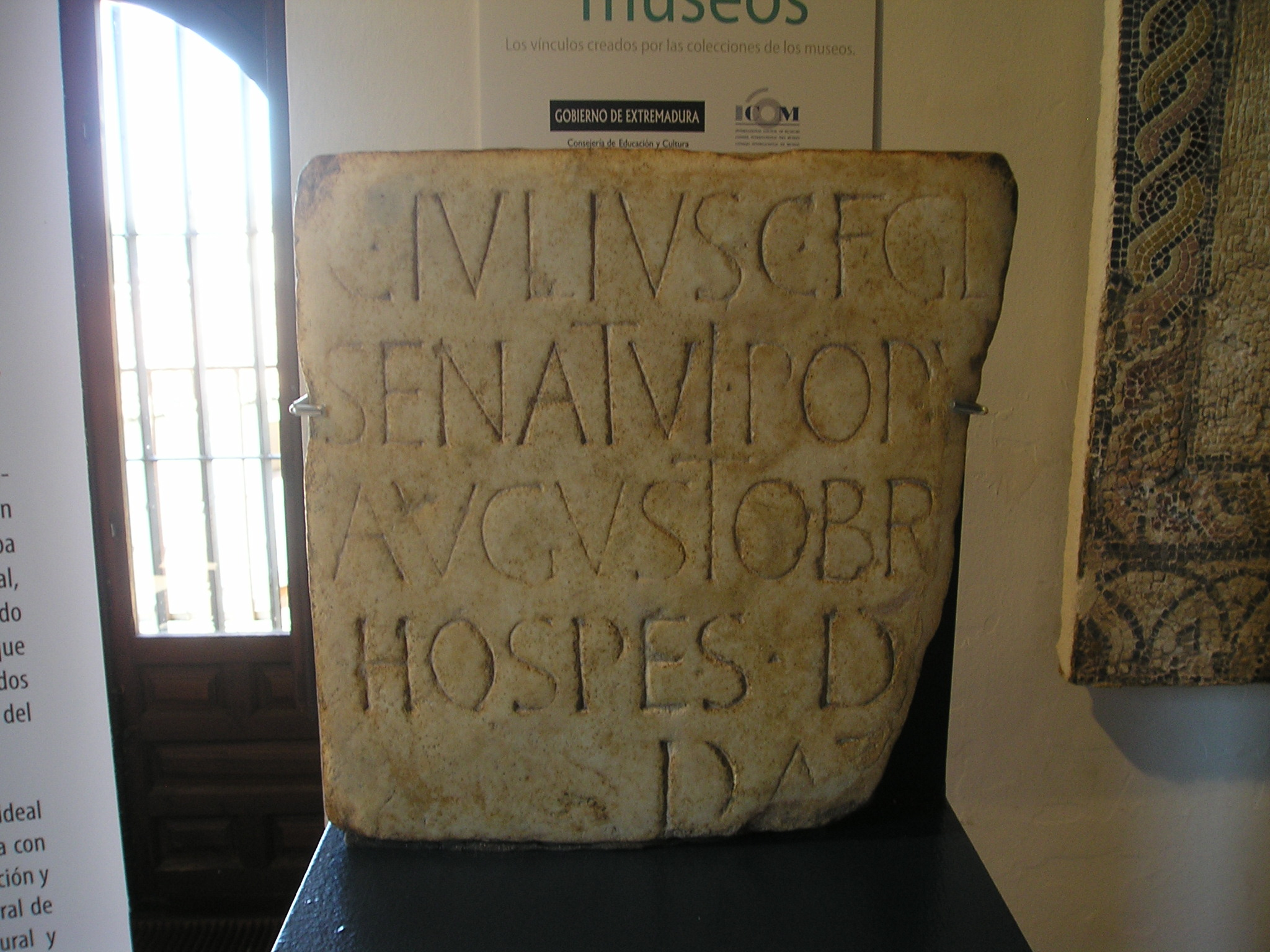
Lateinische Inschrift mit Nennung des Stadtnamens Augustobriga, aufbewahrt im Museo de Cáceres

Augustobriga ist eine römische Stadt an einer Engstelle des Flusses Tajo (ehemals Tagus) auf dem Gemeindegebiet von Bohonal de Ibor in der heutigen Provinz Cáceres in der westspanischen Region Estremadura. Der Ortsname wandelte sich im Mittelalter zu Talavera la Vieja; die heutige Stelle ist auch unter dem Namen Los Marmoles bekannt.

## Lage
Augustobriga lag im Osten der römischen Provinz Lusitania an der streckenweise am Fluss Tajo entlang führenden Straße von Emerita Augusta (Mérida) über Caesarobriga (Talavera de la Reina) und Toletum (Toledo) nach Caesaraugusta (Saragossa) in einer Höhe von ca. 300 m ü. d. M. Der Fluss wurde jedoch in den 1960er Jahren durch die Talsperre Valdecañas aufgestaut, so dass die eigentlichen Ruinen der Stadt nunmehr unter Wasser liegen; lediglich der Portikus eines Tempels oder eines anderen öffentlichen Gebäudes (evtl. einer curia) sowie drei Säulenstümpfe sind auf ein höheres Niveau versetzt worden.

## Geschichte
Augustobriga war eine augusteische Gründung an einem wohl schon zuvor von den keltischen Vettonen besiedelten Platz. Der Ortsname wird nur in wenigen antiken Textstellen erwähnt – die wichtigste davon befindet sich im Itinerarium Antonini aus dem 3. Jahrhundert. Eine weitere Erwähnung findet sich bereits ca. 200 Jahre früher bei Plinius dem Älteren (Naturalis historia IV,118). Auf einem hier gefundenen Stelenbruchstück wird der Name ebenfalls genannt.

## Architektur
Die meisten der geretteten und allesamt kannelierten Säulentrommeln stammen von einem Portikus mit Architrav und aufsitzendem Rundbogen, welcher im 19. Jahrhundert noch aufrecht stand und um 1827 von Alexandre de Laborde gezeichnet wurde. Drei weitere Säulenstümpfe stehen in unmittelbarer Nähe.

## Sonstiges
Die archäologische Forschung unterscheidet zwischen Augustobriga 1 (= Talavera la Vieja) und Augustobriga 2 (= Muro de Ágreda bei Soria).